# 1246 Chaka
1246 Chaka (1932 OA) là một tiểu hành tinh vành đai chính được phát hiện ngày 23 tháng 7 năm 1932 bởi Jackson, C. ở Johannesburg (UO).